# Rudy Van Snick

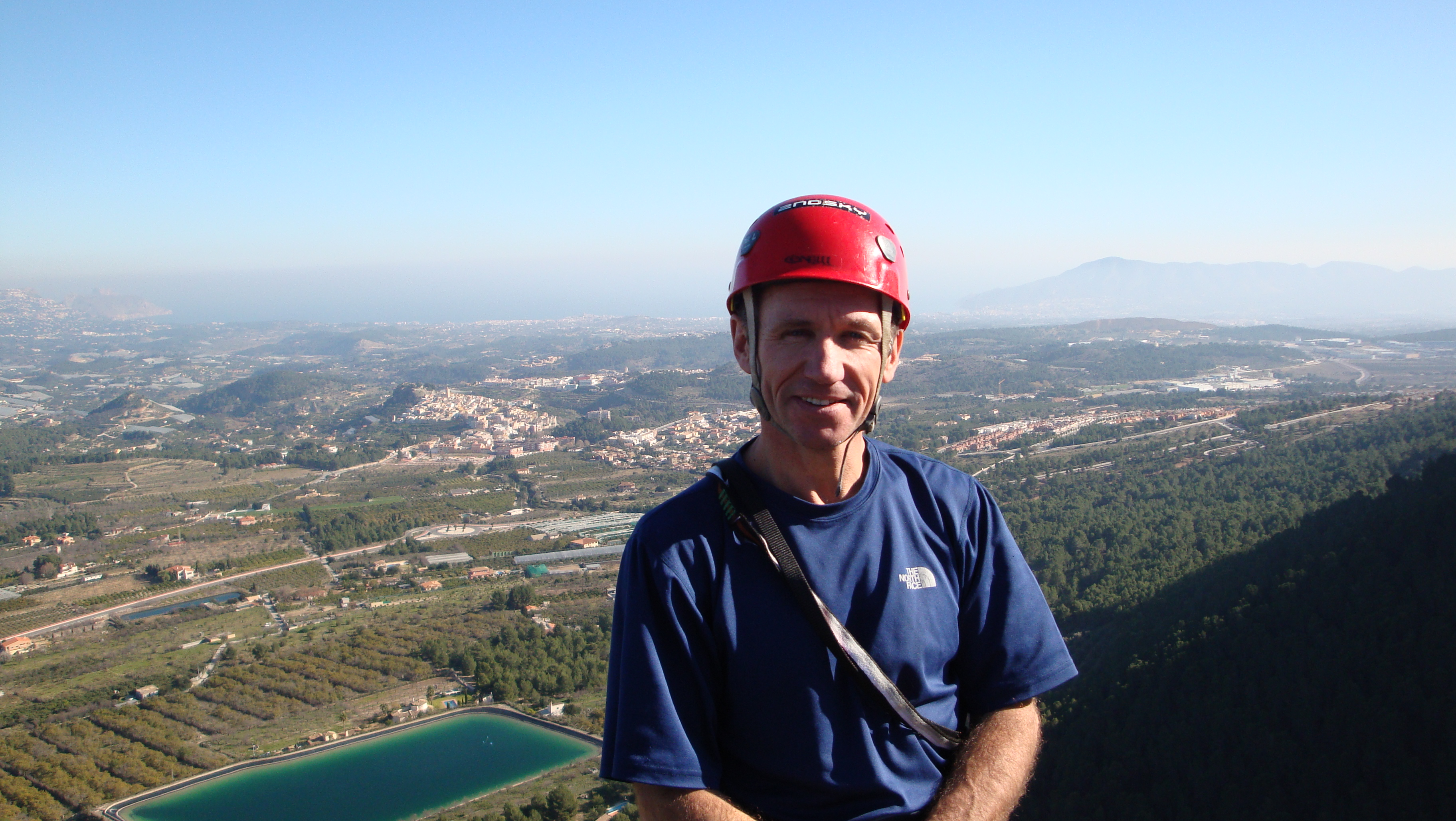
Rudy Van Snick in de buurt van Altea (Spanje)

Rudy Van Snick (Zottegem, 6 februari 1956) was op 10 mei 1990 de eerste Belgische bergbeklimmer op de top van Mount Everest, in gezelschap van Rob Hall, Gary Ball en Peter Hillary.
Het was zijn derde poging, na eerdere mislukte expedities in 1988 (de Belgian Everest Winter Expedition) en in 1989 (als lid van de American Everest Expedition). Een vierde beklimming in 2003 van de Mount Everest, ditmaal zonder zuurstof en met als doel om van de top af te vliegen met een paraglider, lukte net niet. Van Snick besloot in ijzige omstandigheden op 150 meter van de top terug te keren.
Voor de Mount Everest-expedities was hij in 1982 ook al de eerste Belg op een achtduizender met zijn beklimming van de Dhaulagiri.
Van Snick beklom nadien in een tijdsbestek van iets minder dan zes jaar ook alle andere 'Seven Summits', de hoogste berg van elk continent. Op 23 december 1995, een maand voor zijn veertigste verjaardag beklom hij de laatste berg in de rij. Nadien beklom hij elke berg nog een aantal malen. Na zijn beklimming van de Mount Everest werd hij op 28 mei 1990 uitgeroepen tot ereburger van zijn woonplaats Ninove. Hij filmde de winterexpeditie en gaf daarna vele voordrachten over de Everest en The Seven Summits.
In het Suske en Wiske stripalbum De verraderlijke Vinson beklimt Jerom samen met R. Udy en H. Erman de Vinsonberg. Rudy Van Snick stond model voor R. Udy.
| Eerste beklimming | Berg                                       | Continent     | Hoogte (m) | Aantal keer |
| ----------------- | ------------------------------------------ | ------------- | ---------- | ----------- |
| 10 mei 1990       | Mount Everest                              | Azië          | 8848       | 1           |
| 17 januari 1991   | Aconcagua                                  | Zuid-Amerika  | 6962       | 21          |
| 17 mei 1993       | Denali (toen nog 'Mount McKinley' geheten) | Noord-Amerika | 6194       | 4           |
| 31 oktober 1993   | Carstenszpiramide                          | Oceanië       | 4884       | 2           |
| 20 september 1994 | Elbroes                                    | Europa        | 5642       | 15          |
| 1 juli 1995       | Kilimanjaro                                | Afrika        | 5895       | 12          |
| 23 december 1995  | Vinsonberg                                 | Antarctica    | 4892       | 3           |

Niet alleen de bekende 'Seven Summits' stonden op zijn lijstje, maar ook andere bergen, zoals:
- in Chili: Ojos del Salado 6887 m - Ossorno 2661 m
- in Peru: Huascarán Sur 6746 m - Chopicalqui 6345 m - Tocllaraju 6034 m - Vallunaraju 5686 m - Pisco 5752 m - Yanapaccha 5393 m
- in Ecuador: Cotopaxi 5897 m - Chimborazo 6310 m - Reventador 3562 m - Pichincha 4776 m - Tungurahua 5023 m - Iliniza Sur 5263 m - Sangay 5230 m
- in Frankrijk: Mont Aiquille 2087 m - Mont Blanc 4810 m - Les Deux Soeurs 2194 m - Mont Blanc du Tacul 4248 m (met paraglider) - Weissmies 4017 m
- in Kenia: Mount Kenya 5199 m
- in Nepal: Dhaulagiri 8167 m - Yalung Ri 5630 m
- in Colombia: Nevado Tolima 5216 m

Sommige bergen beklom hij zoals velen solo via de normaalroutes op de McKinley, de Elbrus en de Chimborazo. Op andere bergen trachtte hij met de paraglider af te vliegen, zoals de Everest (mislukt door slechte weersomstandigheden) en met succes de Mont Blanc du Tacul. Na zijn legeropleiding, waar hij instructeur rotsklimmer en gevechtsduiker was, ging hij vele jaren begeleiden.
Van Snick is vader van twee kinderen.